# 企画
企画（きかく）とは、議論の過程の一つで特に単発的な新規の事柄を計画することや、その議論によって行われる催し物（イベント）。
その動作は「企画する」と動詞形で呼ばれる。人数は1人または複数人で行われる。
企画を専門に行う部門を持つ会社もあるほどである。

## 企画の例
- 経営企画
- 企画出版
- 企画旅行
- 企画乗車券
- 企画ネット番組

## 企画に関する組織の例
- 企画局
- 東京都政策企画局
- 企画局 (琉球政府)
- 企画統計局 (琉球政府)
- 経済企画庁
- 企画財政部
- 企画院
- 総務企画局
- 企画予算処
- 政策企画本部
- 経済企画協会
- 靖国解体企画

## 企画に関する役職の例
- 政策企画本部長